# فاوستو فريجيريو
فاوستو فريجيريو (بالإيطالية: Fausto Frigerio)‏ هو منافس ألعاب قوى إيطالي، ولد في 13 فبراير 1966 في فيميركاتي في إيطاليا.

## وصلات خارجية
- فاوستو فريجيريو على موقع الاتحاد الدولي لألعاب القوى (الإنجليزية)